# Alsó tagozat
Az alsó tagozat az alapfokú oktatás első szakasza, amely időtartamát tekintve általában 4 év, de lehet ettől eltérő is. A nyolcosztályos magyar általános iskola alsó tagozata az első négy évfolyam tanulókat osztályrendszerű tanításban tanítói képesítéssel rendelkező tanító neveli, oktatja, képezi. A jó személyi feltételekkel rendelkező nagyobb iskolákban már az alsó tagozaton megkezdődhet a szakrendszerű oktatás fokozatos bevezetése. Elsősorban matematika, idegennyelvek és az ú. n. készségtárgyak oktatásánál. Az iskola tagozatainak egységét az egymásra szervesen kapcsolódó, épülő tananyag biztosítja. A tanításban különösen fontos jelentőséget kap a tanulók életkori sajátosságainak figyelembevétele. Magyarországon a településszerkezet sajátossága miatt több helyen az általános iskolában csak alsó tagozat működik. Az ilyen iskolák esetében gyakoriak az összevont osztályok.

## Forrás
- Pedagógiai lexikon – főszerkesztők: Báthory Zoltán, Falus Iván – Keraban Kiadó, Budapest, 1997. I. kötet 69. p. – (Mezei Gyula) – ISBN 963814645 1